# 구종길
구종길(仇宗吉 또는 具宗吉, 1363년 ~ ?)은 조선 전기 창원 출신의 문신이다. 본관인 창원에서 세종(世宗)때의 문신(文臣)이며 학자(學者). 자(字)는 자안(子安), 호(號)는 천곡(川谷), 본관(本貫)은 창원(昌原)이다. 그는 고려(高麗)의 공민왕(恭愍王) 16년(1363년)에 창원군(의창군) 북면(北面) 내곡리(內谷里)에서 생원(生員) 구설(具雪)의 아들로 태어났다. 1422년(세종 4) 문과에 장원 급제하여 집현전 정자가 되었고 뒤이어 직제학이 되었다. 집현전 제학, 의정부 영의정부사, 대광보국숭록대부 영의정부사겸영사, 국사(國師), 세종대왕 사부(師傅) 등을 역임하였다.
일찌기 부친상(父親喪)을 당하여 3년을 조석(朝夕) 성묘(省墓)를 걸르지 않으니 인근(隣近)에서 효자(孝子)로 소문이 났다. 세종(世宗) 4년(1422년) 대과(大科)에 급제(及第)하여 벼슬은 직제학(直提學), 제학, 영의정부사 등을 지냈다. 그는 타고난 성품(性品)이 온화(溫和)하고 학구적(學究的)이였으니 세종(世宗)을 도와서 많은 업적(業績)을 남겼다. 특히 세종대왕(世宗大王)의 한글창제와 관련(關聯)하여 그는 따로 한글 반절법(反切法)을 연구(硏究)하여 언문창제를 하여 우리 국문학(國文學)상의 획기적인 업적(業績)으로 남는다.
그는 또 역학(易學)에도 통달(通達)하였으나, 세종(世宗)으로부터 많은 예장(叡獎)을 받았고 그가 나이들어 벼슬을 물러나 향리(鄕里)에 돌아갈때 세종임금이 손수 명주(明珠)까지 하사하며 석별(惜別)을 아쉬워 했다고 한다.
자(字)는 자안(子安), 호(號)는 천곡(川谷), 문종(文宗) 때 세자사부(世子師傅)를 지내고 세종(世宗) 때 문과에 급제, 집현전 직제학(弘文館直提學), 제학과 의정부의 영의정부사에 이르렀다. 역학(易學)에 정통한 문장가로서 유교발전(儒敎發展)에 힘썼다.
조선환여승람(창원) ■名宦
○具宗吉: 자는 子安, 호는 川谷이니, 창원인으로 易學에 밝았다. 세종조에 文科에 급제, 直學으로 돌아와 뵙는 날에 明珠 一顆를 하사 받앗다. 小訥 盧相稷이 묘갈을 撰하였다.